# NoB
Nobuo Yamada (japonês: 山田 信夫, Yamada Nobuo. Osaka, 20 de janeiro de 1964 – 9 de agosto de 2025), também conhecido pelo nome artístico NoB, foi um cantor e compositor japonês. Ele foi o vocalista principal da banda MAKE-UP e membro do Project.R.

## Carreira

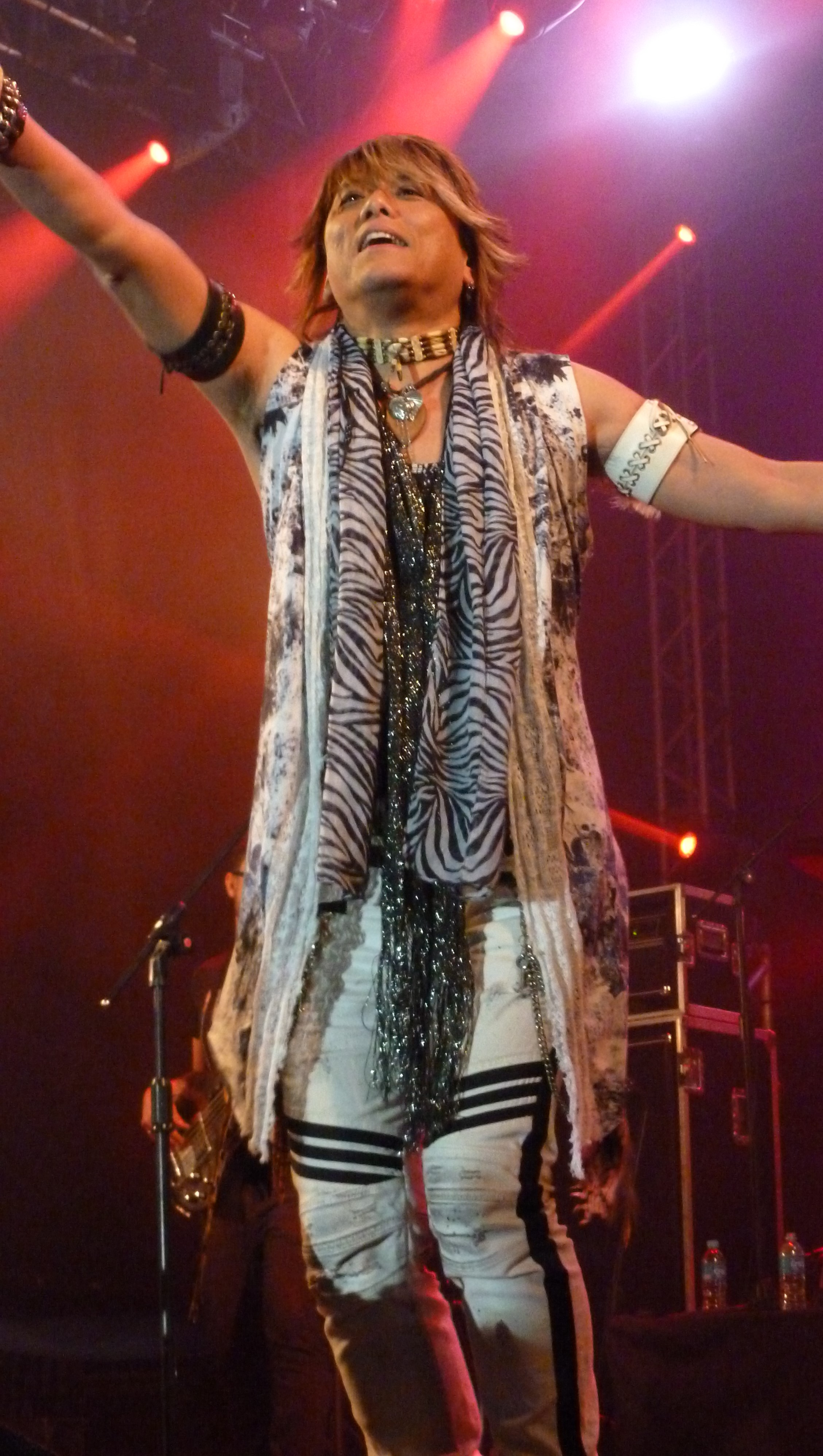
Nobuo Yamada na Anime Friends 2016

### 1983-2000: MAKE-UP,Cavaleiros do Zodíacoe novas bandas
Em 1983, Yamada participou do álbum Destruction 〜Hakai Gaisen Roku〜, do baterista Munetaka Higuchi (da banda Loudness), e fez os vocais do álbum Human Transport, da banda M.T. FUJI sob o pseudônimo Allan "Heaven" Kanzaki; algo que todos os membros fizeram; o guitarrista Akira Takasaki, por exemplo, é creditado como Dario De Parma. Foi o único álbum da banda. Yamada, então, formou a banda, MAKE-UP com Hiroaki Matsuzawa na guitarra; Yohgo Kohno nos teclados; Yasuyoshi Ikeda no baixo; e Yoshihiro Toyokawa na bateria; lançando seu álbum de estreia, Howling Will, no ano seguinte.
Com a MAKE-UP, gravou diversas músicas para o anime Os Cavaleiros do Zodíaco, incluindo a primeira música de abertura "Pegasus Fantasy" e a primeira música de encerramento "Blue Forever". Yamada revelou que, quando receberam o convite para "Pegasus Fantasy" em 1986, a banda já havia decidido que chegaria ao fim, e que a canção seria seu último trabalho. Ele também contou que as letras foram escritas antes da melodia, o que foi uma novidade para ele, que teve dificuldades, mas tudo deu certo. O sucesso fez com que a banda gravasse várias músicas para o anime, lançadas no álbum Saint Seiya Hit Kyokushuu I (que contou com a participação de Mitsuko Horie). Só então eles se separaram, todavia, se reuniram para gravar novas músicas para a série, lançadas no álbum Saint Seiya 1996 SONG COLLECTION.
Uma banda de rock gravar músicas para animes não era algo comum na época, e com o sucesso da canção, uma nova era de anisons foi inaugurada. Yamada revelou que chegou a ter medo dos fãs da banda perderem o interesse por eles estarem fazendo esse tipo de música. Yamada também credita o trabalho de Hironobu Kageyama como de suma importância para essa transição, além de ter sido encorajado por ele para fazer shows fora do Japão.
Mais ou menos nessa época, Yamada se juntou à banda Urusakute Gomenne. Fundada pelo baixista Yoshihiro Naruse, a banda também contava com Carmen Maki como vocalista, o guitarrista Takahiro Matsumoto e o baterista Toru Soru. A ideia era reviver o estilo de rock das duas décadas anteriores. Eles lançaram um álbum ao vivo em 1987, mas desfizeram o grupo pouco tempo depois. Alguns membros voltaram a se reunir no ano 2000, com um show que comemorava os 30 anos de carreira de Naruse. Yohgo Kohno, companheiro de Yamada na MAKE-UP, participou do show. Em 2001, um novo álbum foi lançado, chamado RocKock, e a banda mudou seu nome para URUGOME. Soru retorna a banda permanentemente em 2002, quando lançam o álbum Roc's Egg. Até 2009, lançaram mais três EPs.
Em 1988, Yamada fundou outra banda, a GRAND-PRIX, lançado quatro álbuns de estúdio até 1992, quando a banda terminou.
Em 1993, assume o nome artístico NoB e lança sua carreira solo, estreando com seu primeiro álbum em 1994, chamado NoB 1st.
Em 1998, o guitarrista do X Japan, Pata, desenvolvia um projeto solo chamado P.A.F. (o nome é em homenagem aos captadores de guitarra PAF) e chamou Yamada para escrever letras e cantar as demos, mas durante o processo, resolveu convidá-lo para ser um membro oficial.

### 2001-2025: músicas para Super Sentai, shows na América Latina e novos projetos
Yamada foi convidado para criar a música de abertura do, então, novo seriado de Super Sentai que estrearia em fevereiro de 2006, Gogo Sentai Boukenger. Ele compôs a música, que teve letras de Yuho Iwasato, e, em outubro de 2005, enviou a canção para o estúdio da série, Toei Company. Porém, ela só veio a ser aprovada em dezembro, bem perto da estreia, o que foi uma surpresa para os envolvidos. Yamada disse que a música tinha um sentimento de liberdade e paixão, elementos que ele usava em sua carreira em hard rock, e que ficou feliz por poder expressar sua verdadeira natureza. Ele compara a música com outra que cantou para sentai, chamada "Madou Kishi Wolzard", sobre um vilão da série Mahou Sentai Magiranger, dizendo que "Boukenger" foi um contraste, um rock mais leve do que o de "Wolzard", que pedia uma pegada mais sombria.
Aliás, Yamada deu aulas de canto para Takafumi Iwasaki, que acabou por ser a voz por trás do tema principal de Magiranger.
Em 2004, gravou a música "Never" para o filme do anime de Os Cavaleiros do Zodíaco: Prólogo do Céu. Edu Falaschi, que foi o cantor oficial da versão brasileira de "Pegasus Fantasy", repetiu a dose e gravou esta em português, renomeada para "Nunca Mais".
Em 2006, lançou a coletânea History of NoB, contendo canções tanto de sua carreira solo, quanto de bandas como MAKE-UP e GRAND-PRIX.
Em 2007, se apresentou no Brasil pela primeira vez, participando da Anime Friends ao lado de nomes como Hironobu Kageyama, Masaaki Endoh, Yoko Ishida, Kōji Wada e MoJo.
Em 2008, foi formado o Project.R. Não chega a ser uma banda, mas um projeto onde cantores e compositores se juntam em times esporádicos para criar músicas para seriados de super sentai (o "R" do nome é de "Ranger"). Membros incluem Takayoshi Tanimoto, Shinichi Ishihara, Hideaki Takatori, Psychic Lover e vários outros. Yamada se juntou ao grupo em 2010, quando gravou canções para o seriado Tensou Sentai Goseiger, inclusive o tema de abertura, cuja composição foi feita por YOFFY, do Psychic Lover. Yamada revelou gostar de estar apresentando rock para crianças.
Em 2009, Yamada se juntou ao guitarrista Shinichiro Ishihara, da banda Earthshaker, e à dupla musical HΛL para lançar o projeto Dr. Metal Factory, que resultou em dois álbuns de covers de músicas pop japonesas (Cover Metal Then e Cover Metal Now). Aproveitou, então, para fazer um novo arranjo de "Pegasus Fantasy", com um pegada ainda mais heavy metal.
Ainda em 2009, a MAKE-UP se reuniu, fazendo novos arranjos para "Pegasus Fantasy" e "Blue Forever" lançadas num single feito especialmente para o evento Anime Japan Fes. Lançaram, também, o EP The Voice from Yesterday, novamente com arranjos diferenciados para a abertura e encerramento de Cavaleiros do Zodíaco, com ambas as músicas recebendo 21st century ver. nos nomes, além de quatro músicas inéditas. Infelizmente, Hiroaki Matsuzawa faleceu no ano seguinte devido a um infarto, e banda encerrou suas atividades de vez.
Em 2011, fundou sua última banda, a DAIDA LAIDA com o guitarrista Kazuhide Shirota; o baixista MASAKI, o baterista JOE e o tecladista Kenji Shimizu. Após alguns álbum Shirota e Shimizu saem da banda, que entrou em hiato em 2016.
Além da pausa da DAIDA LAIDA, se apresentou pela última vez na Anime Friends, onde dividiu o palco com Edu Falaschi. Yamada, inclusive, cantou em português, o que já havia feito desde o primeiro show para os fãs brasileiros. No mesmo ano, se juntou ao guitarrista Shinichiro Ishihara (do projeto Dr. Metal Factory), o baixista Koichi Terasawa, o baterista Osamu Fujii e o tecladista Yohgo Kohno, seu antigo companheiro de MAKE-UP, para formar a banda Osameta (abreviação de Osamu Metal 80's), com o intuito de fazerem shows tocando covers de músicas de rock da década de 80, quando foram muito influenciados por ídolos do estilo. A banda se apresentou pela última vez em nove de janeiro de 2023. Ainda neste ano, foi compositor da música-tema de Kamen Rider Amazons "Armour Zone".
Em 2012, Yamada e a MAKE-UP participaram de uma nova versão de "Pegasus Fantasy" foi gravada junto com a cantora Shoko Nakagawa. Chamada “Pegasus Fantasy ver Omega”, ela foi usada como abertura do anime Os Cavaleiros do Zodíaco: Ômega e o single chegou à 29ª posição no Oricon Singles Chart e à 24ª na Billboard Japan.
Em 2017, cantou na Super-Con de João Pessoa, última vez em que se apresentou no Brasil. No mesmo ano, a DAIDA LAIDA volta do hiato, com a adição do guitarrista KENTARO..
Lançou seu último álbum solo, No Regrets, em 2018, dizendo que foi a "culminação de minha jornada de 35 anos como cantor". O álbum teve participações de Kacky, do Marina Del Ray e IMAJO, do Psychic Lover, além de outros músicos que já haviam trabalhado com Yamada antes.
Em 2019, foi o responsável pela música tema da minissérie Super Sentai Saikyo Battle, chamada "Saiko Saikyo Super Stars". NoB também participou do cover de heavy metal de "Pegasus Fantasy" da banda Mary's Blood para seu álbum cover de 2020 Re> Animator.  Ele cantou em dueto com o vocalista Eye, a quem treinou como vocalista nos últimos 10 anos.
Em 2020, gravou a música "End or Next", para o jogo Saint Seiya Awakening: Knights of the Zodiac.
Em 2023, se apresentou no México em um evento chamado Concierto Sinfónico de Saint Seiya, Pegasus Fantasy II —A symphonic experience, onde músicas da série foram tocadas com uma orquestra. Yamada cantou músicas da série junto com Yumi Matsuzawa.

## Problemas de saúde e morte
Em 20 de abril de 2024, a agência do cantor divulgou no Twitter que NoB foi diagnosticado com um tumor no cérebro, tendo seus shows cancelados para se focar no tratamento.
Em fevereiro de 2025, o cantor revelou que lutava contra um câncer renal há oito anos. Apesar dos diagnósticos, seguiu com sua agenda de show sempre que possível e fazendo apresentações acústicas no último ano, com sua última apresentação ocorrendo em junho, mesmo mês em que sua banda, DAIDA LAIDA, lançou o EP Justice in 2025, que termina com um novo arranjo do encerramento de Cavaleiros do Zodíaco, "Blue Forever", marcando a despedida de Nobuo Yamada.
Em 9 de agosto de 2025, o cantor veio a falecer devido ao câncer renal. O funeral foi feito apenas para familiares e sua morte foi anunciada no dia treze do mesmo mês.

## Shows no Brasil
| Data                        | Evento                 | Cidade      | Fonte  |
| --------------------------- | ---------------------- | ----------- | ------ |
| 21 e 22 de julho de 2007    | Anime Friends          | São Paulo   | [ 17 ] |
| 13 de julho de 2008         | SANA                   | Fortaleza   | [ 43 ] |
| 10 de julho de 2009         | Anime Friends          | São Paulo   | [ 44 ] |
| 11 e 12 de dezembro de 2010 | Anime Nation           | Brasília    | [ 45 ] |
| 16 e 17 de julho de 2011    | Anime Friends          | São Paulo   | [ 46 ] |
| 7 e 8 de julho de 2012      | Anime Friends          | São Paulo   | [ 47 ] |
| 14 de julho de 2012         | SANA                   | Fortaleza   | [ 48 ] |
| 15 de setembro de 2012      | Anime Jungle Party     | Manaus      | [ 49 ] |
| 13 de julho de 2013         | Anime Friends          | São Paulo   | [ 50 ] |
| 27 de abril de 2014         | SAGA                   | Natal       | [ 51 ] |
| 26 de julho de 2014         | SANA                   | Fortaleza   | [ 52 ] |
| 27 de julho de 2014         | Anime Friends          | São Paulo   | [ 53 ] |
| 16 de julho de 2016         | Anime Friends          | São Paulo   | [ 26 ] |
| 17 de julho de 2016         | SANA                   | Fortaleza   | [ 54 ] |
| 24 de julho de 2016         | Super-Con              | Recife      | [ 55 ] |
| 31 de julho de 2016         | AniBahia               | Salvador    | [ 56 ] |
| 8 de abril de 2017          | Anime Summer Geek Fest | Santos      | [ 57 ] |
| 9 de abril de 2017          | Super-Con              | João Pessoa | [ 58 ] |

## Discografia

### Álbuns
| Lançamento              | Título                                             | em japonês                                               | informações | Posição na Oricon | Posição na Billboard Japan |
| ----------------------- | -------------------------------------------------- | -------------------------------------------------------- | --- | ----------------- | -------------------------- |
| 21 de setembro de 1983  | Human Transport                                    | ヒューマン・トランスポート                               | - Gravadora: Continental - Formatos: LP - Catálogo: AF-7271 - Obs: Álbum do M.T. FUJI                              | -                 | -                          |
| 1 de abril de 1984      | Howling Will                                       | ハウリング・ウィル                                       | - Gravadora: Nippon Columbia - Formatos: LP, K7 - Catálogo: AF-7271 - Obs: Álbum do MAKE-UP                        | -                 | -                          |
| 21 de outubro de 1984   | Straight Liner                                     | ストレート・ライナー                                     | - Gravadora: Nippon Columbia - Formatos: LP, K7 - Catálogo: AF-7316 - Obs: Álbum do MAKE-UP                        | -                 | -                          |
| 21 de maio de 1985      | Born to Be Hard                                    | ボーン・トゥ・ビー・ハード                               | - Gravadora: Nippon Columbia - Formatos: LP, K7 - Catálogo: AF-7353 - Obs: Álbum do MAKE-UP                        | -                 | -                          |
| 21 de dezembro de 1985  | Rock Legend of Boys & Girls                        | ロック・レジェンド                                       | - Gravadora: Nippon Columbia - Formatos: LP, K7 - Catálogo: AF-7396 - Obs: Álbum do MAKE-UP                        | -                 | -                          |
| 21 de dezembro de 1986  | Saint Seiya Hit Kyokushuu I                        | 聖闘士星矢 ヒット曲集I                                   | - Gravadora: Nippon Columbia - Formatos: CD, LP, K7 - Catálogo: 30CC-1349 - Obs: Álbum do MAKE-UP                  | -                 | -                          |
| 21 de maio de 1987      | Urusakute Gomenne Live                             | うるさくてゴメンね Live                                  | - Gravadora: Invitation - Formatos: LP, CD - Catálogo: VIH-28291 - Obs: Álbum do Urusakute Gomenne                 | -                 | -                          |
| 21 de setembro de 1988  | Tears & Soul                                       | ティアーズ&ソウル                                        | - Gravadora: Nippon Columbia - Formatos: LP, K7, CD - Catálogo: AF-7497 - Obs: Álbum do GRAND PRIX                 | -                 | -                          |
| 21 de julho de 1989     | Treasure Hunting                                   | トレジャー・ハンティング / グランプリ                    | - Gravadora: Nippon Columbia - Formatos: CD, K7 - Catálogo: CA-3776 - Obs: Álbum do GRAND PRIX                     | -                 | -                          |
| 21 de julho de 1989     | Glory Days ~MAKE-UP Best Collection                | GLORY DAYS メイクアップ・ベスト・コレクション            | - Gravadora: Nippon Columbia - Formatos: CD - Catálogo: CA-3703 - Obs: Coletânea - Obs: Álbum do MAKE-UP           | -                 | -                          |
| 21 de abril de 1990     | Long Way Home                                      | ロング・ウェイ・ホーム                                   | - Gravadora: Nippon Columbia - Formatos: CD - Catálogo: COCA-6137 - Obs: Álbum do GRAND PRIX                       | -                 | -                          |
| 21 de maio de 1991      | Rock                                               |                                                          | - Gravadora: TRIAD - Formatos: CD - Catálogo: COCA-7539 - Obs: Álbum do GRAND PRIX                                 | -                 | -                          |
| 21 de março de 1992     | The Best of GRAND PRIX                             | ザ・ベスト・オブ・グランプリ                             | - Gravadora: TRIAD - Formatos: CD - Catálogo: COCA-9726 - Obs: Coletânea do GRAND PRIX                             | -                 | -                          |
| 21 de março de 1993     | Rock Joint Bazzar                                  |                                                          | - Gravadora: BODY - Formatos: CD - Catálogo: COCA-10690 - Obs: Coletânea do MAKE-UP com o GRAND PRIX               | -                 | -                          |
| 16 de abril de 1994     | NoB 1st                                            |                                                          | - Gravadora: Polydor - Formatos: CD - Catálogo: POCH-1330 - Obs: Primeiro álbum solo                               | -                 | -                          |
| 20 de março de 1996     | Saint Seiya 1996 SONG COLLECTION                   | 聖闘士星矢 1996 ソングコレクション                       | - Gravadora: Nippon Columbia - Formatos: CD - Catálogo: COCC-13258 - Obs: Álbum do MAKE-UP                         | -                 | -                          |
| 25 de março de 1998     | Patent Applied For                                 |                                                          | - Gravadora: Universal - Formatos: CD - Catálogo: MVCH-29014 - Obs: Álbum do P.A.F.                                | -                 | -                          |
| 24 de fevereiro de 1999 | Pat.#0002                                          |                                                          | - Gravadora: Universal - Formatos: CD - Catálogo: MVCH-29029 - Obs: Álbum do P.A.F.                                | -                 | -                          |
| 22 de julho de 2001     | P.A.F. Liquidroom Live                             |                                                          | - Gravadora: Up Beat - Formatos: CD - Catálogo: UPA-1001 - Obs: Álbum do P.A.F.                                    | -                 | -                          |
| 31 de outubro de 2001   | RocKocK                                            |                                                          | - Gravadora: Naruchops - Formatos: CD - Catálogo: NARU-1 - Obs: Álbum do Urugome                                   | -                 | -                          |
| 26 de setembro de 2002  | Roc's Egg                                          |                                                          | - Gravadora: Warner Music Japan - Formatos: CD - Catálogo: WPC2-10028 - Obs: Álbum do Urugome                      | -                 | -                          |
| 15 de setembro de 2003  | New Frontiers                                      |                                                          | - Gravadora: Naruchops - Formatos: CD - Catálogo: NARU-3 - Obs: Álbum do Urugome                                   | -                 | -                          |
| 1º de dezembro de 2004  | Memories of Blue                                   | MAKE-UP 20周年記念BOX MEMORIES OF BLUE                   | - Gravadora: Nippon Columbia - Formatos: CD - Catálogo: COZA-83-88 - Obs: Caixa coletânea do MAKE-UP com cinco CDs | -                 | -                          |
| 18 de maio de 2005      | GRAND PRIX Golden☆Best -Grand Champion Collection- | グランプリ ゴールデン☆ベスト -GRAND CHAMPION COLLECTION- | - Gravadora: Columbia - Formatos: CD - Catálogo: COCP-33187 - Obs: Coletânea do GRAND PRIX                         | -                 | -                          |
| 25 de maio de 2005      | Sae-GO-                                            | 冴-GO-                                                   | - Gravadora: Naruchops - Formatos: CD - Catálogo: NARU-4 - Obs: Álbum do Urugome                                   | -                 | -                          |
| 18 de outubro de 2006   | History of NoB                                     | ヒストリーオブ NoB                                       | - Gravadora: Columbia - Formatos: CD - Catálogo: COZX-229~30 - Obs: Coletânea                                      | -                 | -                          |
| 24 de junho de 2009     | Cover Metal Now                                    | カヴァメタ Now                                           | - Gravadora: Crown Records - Formatos: CD - Catálogo: CRCP-40240 - Obs: Álbum do Dr. Metal Factory                 | -                 | -                          |
| 29 de julho de 2009     | Cover Metal Then                                   | カヴァメタ Then                                          | - Gravadora: Crown Records - Formatos: CD - Catálogo: CRCP-40242 - Obs: Álbum do Dr. Metal Factory                 | -                 | -                          |
| 18 de setembro de 2009  | Double Six                                         |                                                          | - Gravadora: Naruchops - Formatos: CD - Catálogo: NARU-6 - Obs: Álbum do Urugome                                   | -                 | -                          |
| 16 de dezembro de 2009  | The Voice from Yesterday                           |                                                          | - Gravadora: Bellwood - Formatos: CD - Catálogo: BZCS-5018 - Obs: EP do MAKE-UP                                    | -                 | -                          |
| 21 de março de 2012     | Kaze to Shishi to Tsumi to Tamashii                | 風と獅子と罪と魂                                         | - Gravadora: AMG - Formatos: CD - Catálogo: DAIDA-0001 - Obs: EP do DAIDA LAIDA                                    | -                 | -                          |
| 31 de outubro de 2012   | MAKE-UP Golden Best                                | MAKE-UP ゴールデン☆ベスト                                | - Gravadora: Nippon Columbia - Formatos: CD - Catálogo: COCP-37591-2 - Obs: Coletânea do MAKE-UP com dois CDs      | -                 | -                          |
| 19 de dezembro de 2012  | Dreamer's Train ~Kiseki no Hako~                   | DREAMER'S TRAIN ～キセキノハコ～                         | - Gravadora: AMG - Formatos: CD - Catálogo: DAIDA-0002 - Obs: Álbum do DAIDA LAIDA                                 | -                 | -                          |
| 28 de maio de 2014      | Reborn                                             |                                                          | - Gravadora: AMG - Formatos: CD - Catálogo: DAIDA-0004 - Obs: Álbum do DAIDA LAIDA                                 | -                 | -                          |
| 2 de setembro de 2015   | Five Senses                                        |                                                          | - Gravadora: AMG - Formatos: CD - Catálogo: DAIDA-0006 - Obs: Álbum do DAIDA LAIDA                                 | -                 | -                          |
| 19 de julho de 2017     | This Is DAIDA                                      |                                                          | - Gravadora: AMG - Formatos: CD - Catálogo: DAIDA-0008 - Obs: Álbum do DAIDA LAIDA                                 | -                 | -                          |
| 4 de julho de 2018      | No Regrets                                         |                                                          | - Gravadora: JT Studio Akihabara - Formatos: CD - Catálogo: JTCD-0008 - Obs: Segundo e último álbum solo           | -                 | -                          |
| 25 de agosto de 2020    | Tuzuri                                             | 綴                                                       | - Gravadora: AMG - Formatos: CD - Catálogo: DAIDA-0009 - Obs: Álbum do DAIDA LAIDA                                 | -                 | -                          |
| 18 de março de 2021     | Evolution First Shot                               |                                                          | - Gravadora: independente - Formatos: CD - Obs: EP do DAIDA LAIDA vendido em shows                                 | -                 | -                          |
| 12 de agosto de 2021    | Evolution Second Shot                              |                                                          | - Gravadora: independente - Formatos: digital - Obs: EP do DAIDA LAIDA                                             | -                 | -                          |
| 1º de outubro de 2021   | Hello, Hello Again                                 |                                                          | - Gravadora: independente - Formatos: digital e CD - Obs: EP do DAIDA LAIDA vendido em shows                       | -                 | -                          |
| 7 de setembro de 2022   | Issen                                              | 一閃                                                     | - Gravadora: Walküre Records - Formatos: CD - Catálogo: WLKR-0068 - Obs: Álbum do DAIDA LAIDA                      | -                 | -                          |
| 21 de agosto de 2024    | Parallel                                           | パラレル                                                 | - Gravadora: Walküre Records - Formatos: CD - Catálogo: WLKR-0094 - Obs: EP do DAIDA LAIDA                         | -                 | -                          |
| 23 de abril de 2025     | Justice in 2025                                    | ジャスティス・イン 2025                                  | - Gravadora: Walküre Records - Formatos: CD - Catálogo: WLKR-0094 - Obs: EP do DAIDA LAIDA                         | 11ª (rock)        | -                          |